# 세나하 통신시설
세나하 통신시설(영어: Senaha Communication Site, 일본어: 瀬名波通信施設 세나하 쓰신시세쓰[*], 관리번호 "FAC6021")는 일본 오키나와현에 있는 제5공군의 통신소이다.

## 역사
1945년 4월의 오키나와 전투에서 제8공군에 점령된 일본군의 비행장이 볼로 비행장으로 개명되어 1년간 쓰이고 전쟁 후에는 각종 물자의 집하 및 보급소로 쓰였다. 한국 전쟁 이후, 가데나와 나하 주둔 공군부대의 훈련장으로 쓰이다가, 미국 육군의 관할지로 넘겨진 후에는 볼로 지점(Bolo Point)로 개명되어 사격연습장으로 쓰였다. 1972년 오키나와 반환을 기점으로 오키나와 주둔 미군의 대부분의 토지가 반환되었고,  볼로 지점의 동쪽에 남은 부분이 세나하 통신시설이 되었다.
1995년 미국, 일본국 정부 간의 오키나와에 관한 특별행동위원회에서 오키나와에 남은 미군 시설을 재배치하거나 합치거나 규모를 줄이는 협약을 맺어졌다. 도리이 스테이션으로 나머지 통신기기를 모두 옮겼고, 2006년 마이크로파 통신용 위성접시가 설치된 방송탑이 있는 0.1 ha의 공간을 제외하고 나머지 토지가 반환되었다.

## 참고
1. ↑  “沖縄の米軍基地” (일본어). 沖縄県総務部知事公室基地対策室. 2003: 290.
2. ↑  “U.S. Military Issues in Okinawa” (PDF) (영어). 오키나와현청: 14. 2016년 11월 17일에 원본 문서 (PDF)에서 보존된 문서. 2019년 6월 10일에 확인함.

- “Senaha Communication Site”. 《globalsecurity.org》 (영어). 2019년 4월 13일에 확인함.
- “SACO最終報告の概要・進捗状況等” (일본어). 일본 방위성. 2017년 3월 22일에 원본 문서에서 보존된 문서. 2019년 4월 13일에 확인함.
- “FAC6021瀬名波通信施設” (일본어). 오키나와현청. 2014년 7월 31일. 2018년 9월 19일에 원본 문서에서 보존된 문서. 2019년 4월 13일에 확인함.
- “SACO最終報告” (PDF) (일본어). 나고시관청. 1996년 12월 2일. 2021년 2월 28일에 원본 문서 (PDF)에서 보존된 문서. 2019년 4월 13일에 확인함.